# Emil Rømeling
Emil Adolph Rømeling (24. april 1851 i Skodsborg – 23. februar 1952) var en dansk officer, far til H.A. Rømeling.
Han var søn af kaptajn Carl Just Rømeling (4. juni 1807 – 8. juni 1876) og hustru Petrine Wilhelmine født Hansen, blev sekondløjtnant 1870, premierløjtnant 1875, ritmester 1887 og fik afsked 1900 som karakteriseret oberstløjtnant. Han var chef for Grænsegendarmeriet og blev 17. februar 1897 Ridder af Dannebrog. Han døde 1952, 100 år gammel.
Han var gift med Louise Frederikke f. Dahlstrøm (11. november 1853 – 1935).